# Einsatz- und Ausbildungsverband
Der Einsatz- und Ausbildungsverband ist ein jährlich einmal zeitweise aufgestellter Kriegsschiffverband der Deutschen Marine, der einerseits der Ausbildung dient und gleichzeitig als operative Reserve für Einsätze zur Verfügung steht.

## Zusammensetzung und Führung

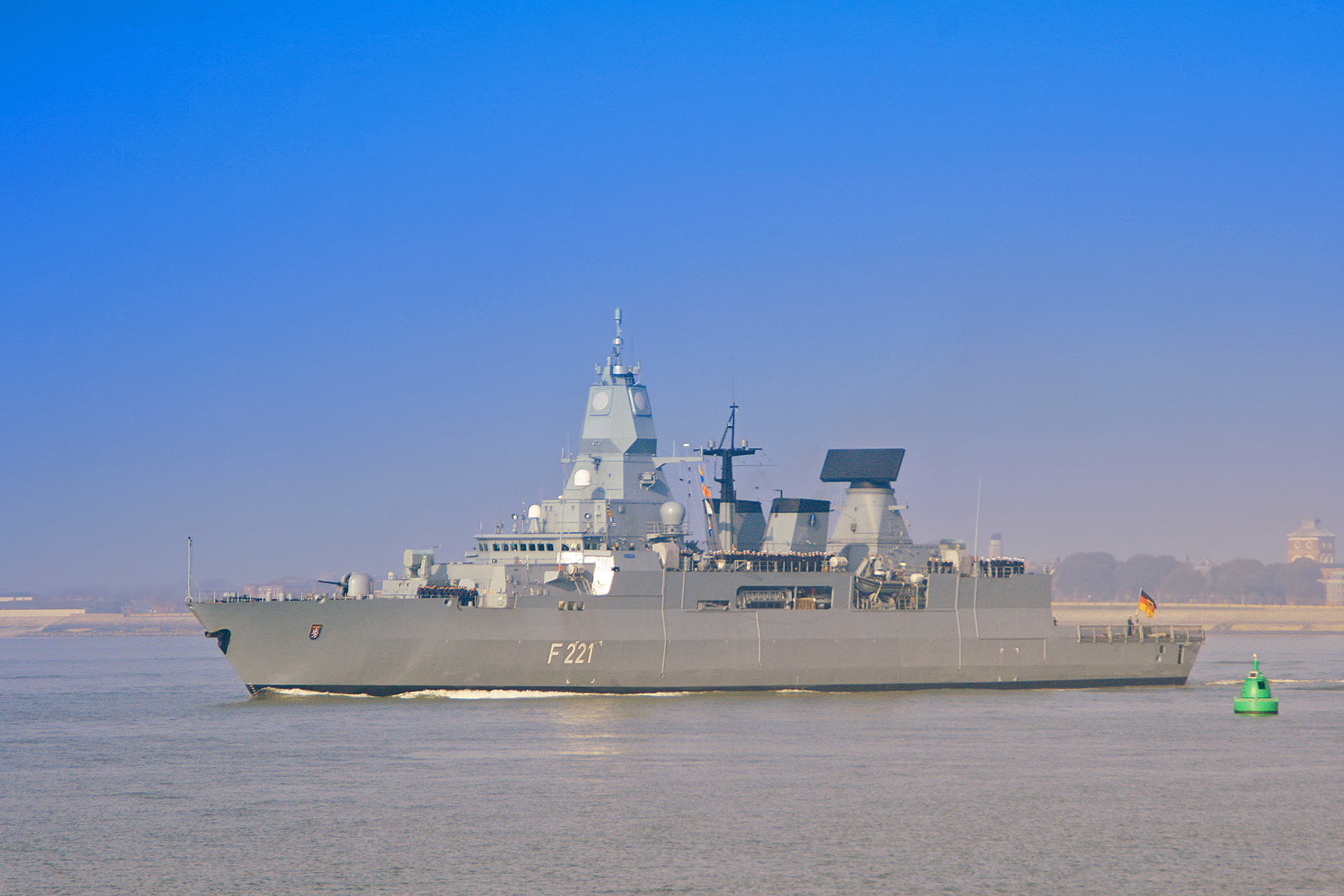
Fregatte Hessen nahm als Einheit des EAV 2015 an der Flüchtlingsrettung im Mittelmeer teil

Der Verband setzt sich je nach Auftrag aus verschiedenen Kriegs- und Hilfsschiffen der Marine zusammen. Mit der Führung des Verbands wird regelmäßig ein Offizier im Dienstgrad Kapitän zur See beauftragt, der in einer der Einsatzflottillen dient, zum Beispiel als Kommandeur eines Fregattengeschwaders.
Die Einsatzbelastungen der Marine haben dazu geführt, dass sie seit 2016 keine Schiffe für einen Einsatz- und Ausbildungsverband mehr bereitstellen kann. Die Offizieranwärter absolvieren stattdessen ein Bordpraktikum auf verschiedenen Einheiten der Flotte und nehmen zum Teil an Einsätzen wie der Operation Sophia teil. Dieses Bordpraktikum wird ebenfalls als EAV bezeichnet.

## Ausbildung
Seit der Außerdienststellung des Schulschiffs Deutschland im Jahr 1990 findet die praktische Ausbildung der Offizieranwärter der Marine auf Einheiten der Flotte statt. Sie wurde entweder mit Ausbildungsvorhaben der DESEX-Reihe (Destroyer Exercise) der Zerstörerflottille verbunden, oder es wurde ein zeitweiliges Schulgeschwader gebildet. Seit 2006 trägt der Ausbildungsverband seine jetzige Bezeichnung.
Neben der Ausbildung der Offizieranwärter gehören größere militärische Übungsvorhaben und die Zusammenarbeit mit Partnermarinen zu den Aufgaben des EAV. So beteiligt sich der Verband regelmäßig an der Übungsserie Good Hope mit der Südafrikanischen Marine und bildete zeitweise einen Teil des Deutsch-Französischen Marineverbands. 2014 unterstützte der EAV verschiedene Marinen in Westafrika beim Aufbau ihrer Fähigkeiten zur Gewährleistung maritimer Sicherheit durch Teilnahme an der Übung Obangame Express 2014.

## Operativer Einsatz
Der EAV dient als operative Reserve der Marine. Wenn es unerwartet erforderlich wird, Marineeinheiten für einen Auslandseinsatz bereitzustellen, ist vorgesehen, als erstes auf die Einheiten des EAV zurückzugreifen. Das ist bereits mehrfach geschehen.
- 2010 beteiligte sich der Verband an der Operation Active Endeavour im Mittelmeer.[6]
- 2011 wurde der Verband eingesetzt, um während des Bürgerkriegs in Libyen ägyptische Flüchtlinge von Gabès in Libyen nach Alexandria in Ägypten zu transportieren.[11]
- 2014 wurde die Fregatte Augsburg aus dem EAV abgezogen, um das US-amerikanische Spezialschiff Cape Ray im östlichen Mittelmeer zu schützen, an Bord dessen syrische Chemiewaffen vernichtet werden.[12][13]
- 2015 nahm der EAV an der Operation Atalanta teil und wurde als erstes Kontingent der European Union Naval Force – Mediterranean bei der Rettung von Flüchtlingen im Mittelmeer eingesetzt.[2][14]